# Les tenebres i l'alba
Les tenebres i l'alba, titulada The Evening and the Morning en la seva versió original en anglès, és una novel·la històrica de Ken Follett concebuda com a preqüela d'Els pilars de la Terra, ambientada a partir de l'any 997 dC, i cobreix un període a finals de la Baixa Edat Mitjana i sota el teló de fons de les incursions dels víkings, fins a l'any 1007. Explica la història i fundació de la ciutat fictícia de Kingsbridge, a Anglaterra i la construcció del pont i la catedral allà (i s'explica l'origen del nom de la ciutat). Es va publicar el 15 de setembre de 2020. L'acció de la novel·la es desenvolupa a finals del segle x i començaments del segle xi.
El títol és una referència a Genesis 1:5. Una sèrie basada en el llibre s'està treballant a Legendary Television i Range Media Partners.